# Bembidion gebleri
Bembidion gebleri är en skalbaggsart som beskrevs av Friedrich-August von Gebler. Bembidion gebleri ingår i släktet Bembidion och familjen jordlöpare. Inga underarter finns listade i Catalogue of Life.